# Rázom
Rázom (Razon) a középkorban önálló falu Szabolcs vármegyében, majd Tiszalök határába olvadt.
1265-ben és 1307-ben említik mint Tiszalökkel, Tiszadadával és a később ugyancsak elpusztult Süldővel (Süldőegyházzal) szomszédos Tisza menti falut. Ma Rázompuszta Tiszalök határában.